# Ніколаєвська сільська рада (Уфимський район)
Нікола́євська сільська рада (рос. Николаевский сельский совет) — муніципальне утворення у складі Уфимського району Башкортостану, Росія. Адміністративний центр — присілок Ніколаєвка.
2004 року до складу сільради зі складу Миловської сільради були передані присілки Колокольцево, Кручиніно та Сперанський.

## Населення
Населення — 5557 осіб (2019, 5071 в 2010, 4249 в 2002).

## Склад
До складу поселення входять такі населені пункти:
| Населений пункт            | Населення, осіб (2002) | Населення, осіб (2010) |
| -------------------------- | ---------------------- | ---------------------- |
| Вольно-Сухарьово, присілок | 146                    | 177                    |
| Казирово, село             | 67                     | 105                    |
| Колокольцево, присілок     | 14                     | 22                     |
| Кручиніно, присілок        | 13                     | 10                     |
| Ніколаєвка, присілок       | 2340                   | 2738                   |
| Нурліно, село              | 1622                   | 1892                   |
| Сперанський, присілок      | 27                     | 9                      |
| Ушаково, присілок          | 20                     | 118                    |